# Gedding
Gedding is een civil parish in het bestuurlijke gebied Mid Suffolk, in het Engelse graafschap Suffolk met 125 inwoners.